# 岡山神社
34°40′3.9″N 133°55′53.9″E / 34.667750°N 133.931639°E
岡山神社是位在日本岡山縣岡山市北區的神社。舊社格為縣社。

## 祭神
該神社主祭大吉備津彥命、倭迹迹日百襲姬命、妹姬命、日本武尊、大山咋命、倉稻魂命、武安靈命（池田光政）。

## 歷史
該神社據傳創建於日本貞觀年間，當初在岡山城興築之前神社是鎮座在名為岡山的山丘上。天正元年（1573年），宇喜多直家負責改建岡山城（當時名為石山城）時，該神社也遷座到城側的現址，並獲得捐贈的社領而成為岡山城的守護神。宇喜多秀家建造了本殿，接著成為城主的小早川秀秋繼續建造拜殿以下的部分。江戸時代時藩主池田家更為崇敬鎮守城內的神社，而捐贈300石的社領。
而在之前該神社都稱為酒折宮，是到了明治十五年（1882年）時才改稱岡山神社，為岡山市的總鎮守。昭和十六年（1941年）時社殿改建，並新建了社務所，但昭和二十年（1945年）時因受戰火波及，除了隨神門與幾座末社殘存以外皆被燒毀。昭和三十三年（1958年）時重新建造本殿，接著在昭和五十年（1975年）時重建拜殿、幣殿，而在平成元年（1989年）時建成現在的社務所與參集所。

## 文化財
岡山市指定重要文化財
- 隨神門

## 外部連結
- 岡山神社（岡山縣神社廳）
- 岡山神社 （页面存档备份，存于）（官網）